# Maison présidentielle du Costa Rica
La Maison présidentielle du Costa Rica (en espagnol : Casa Presidencial de Costa Rica) est le lieu de travail du président du Costa Rica. Il est situé dans le quartier de Zapote, à l'extrême est de la capitale San José et constitue le lieu de travail principal de tous les présidents de la République depuis Rodrigo Carazo Odio, en 1980.
De style moderne, le complexe présidentiel est conçu par l'architecte mexicain Pedro Ramírez Vásquez. Le complexe comprend plusieurs bâtiments, qui sont occupés par les bureaux de la présidence de la République, des deux vice-présidences de la République, de la Première dame, du ministère de la Présidence et ses vice-ministères, du ministère de la Communication et du ministère de la Coordination avec le secteur privé. Les réunions hebdomadaires du Conseil de gouvernement et des différents conseils présidentiels se tiennent également à la Maison présidentielle.

## Histoire
À l'origine, le siège des trois pouvoirs de la République est situé dans le Palais national, un bâtiment construit à cette fin entre 1853 et 1855 par le président Juan Rafael Mora Porras. En 1882, le pouvoir exécutif et la résidence présidentielle déménagent au Palais présidentiel, et ce, jusqu'en 1894. En 1915, Máximo Fernández Alvarado, candidat à la présidence, achève la construction du Castillo Azul pour servir de siège du gouvernement et de résidence personnelle du président. Défait aux élections, il n'occupe jamais cette résidence, laquelle revient à Alfredo González Flores, nouvellement élu. Les présidents González Flores, Federico Tinoco Granados et Julio Acosta García y résident. D'autres présidents refusent cependant d'y résider parce qu'utilisée par Tinoco, qui avait dirigé le pays de manière dictatoriale pendant deux ans, raison pour laquelle le Castillo Azul devient l'ambassade des États-Unis en 1924. Quant à lui, le Palais national est démoli en 1958 durant la présidence de José María Figueres Ferrer.
Entre 1920 et 1922, le bureau présidentiel est situé dans la Casa Amarilla puis déplacé dans l'ancienne résidence du président Tomás Guardia Gutiérrez, située sur le terrain qui abrite aujourd'hui la Cour suprême des élections à San José.
L'idée de déplacer le siège de la présidence dans un nouveau bâtiment est née sous les gouvernements de Daniel Oduber Quirós et de Rodrigo Carazo Odio, dans la deuxième moitié des années 1970. Sous l'administration d'Oduber Quirós, l'architecte costaricain Jorge Bertheau Odio est embauché pour concevoir un bâtiment qui abriterait la présidence de la République, mais ces plans sont abandonnés lorsque l'ancien président Carazo Odio arrive en poste. Au cours de son administration, le gouvernement mexicain fait don au gouvernement costaricain d'un terrain situé dans le quartier Josefino de Zapote à la suite de pourparlers entre le président mexicain de l'époque, José López Portillo, et Rodrigo Carazo Odio.
En 1976, le gouvernement mexicain confie à l'architecte Pedro Ramírez Vázquez la construction d'un bâtiment sur un terrain précédemment donné qui servirait de siège à la société d'État costaricaine Fertilizantes de Costa Rica (FERTICA). Le bâtiment est achevé le 1er mars 1980 et est finalement destiné à abriter le siège de la présidence de la République. À l'inauguration, une plaque est apposée sur le palais indiquant la mention Adquirido por el pueblo (en français : « Acquis par le peuple »). La plaque est retirée quelque temps plus tard puis est perdue. Les bureaux de la vice-présidence et les bureaux du ministère de la Présidence sont également installés dans le nouvel édifice présidentiel.

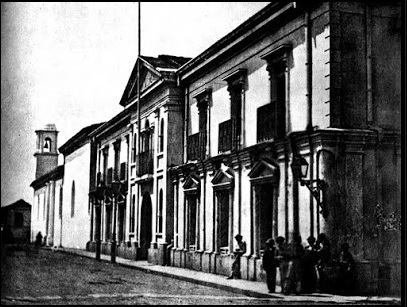
Le Palais national du Costa Rica, premier siège présidentiel situé à Merced, San José et occupé entre 1853 et 1882.
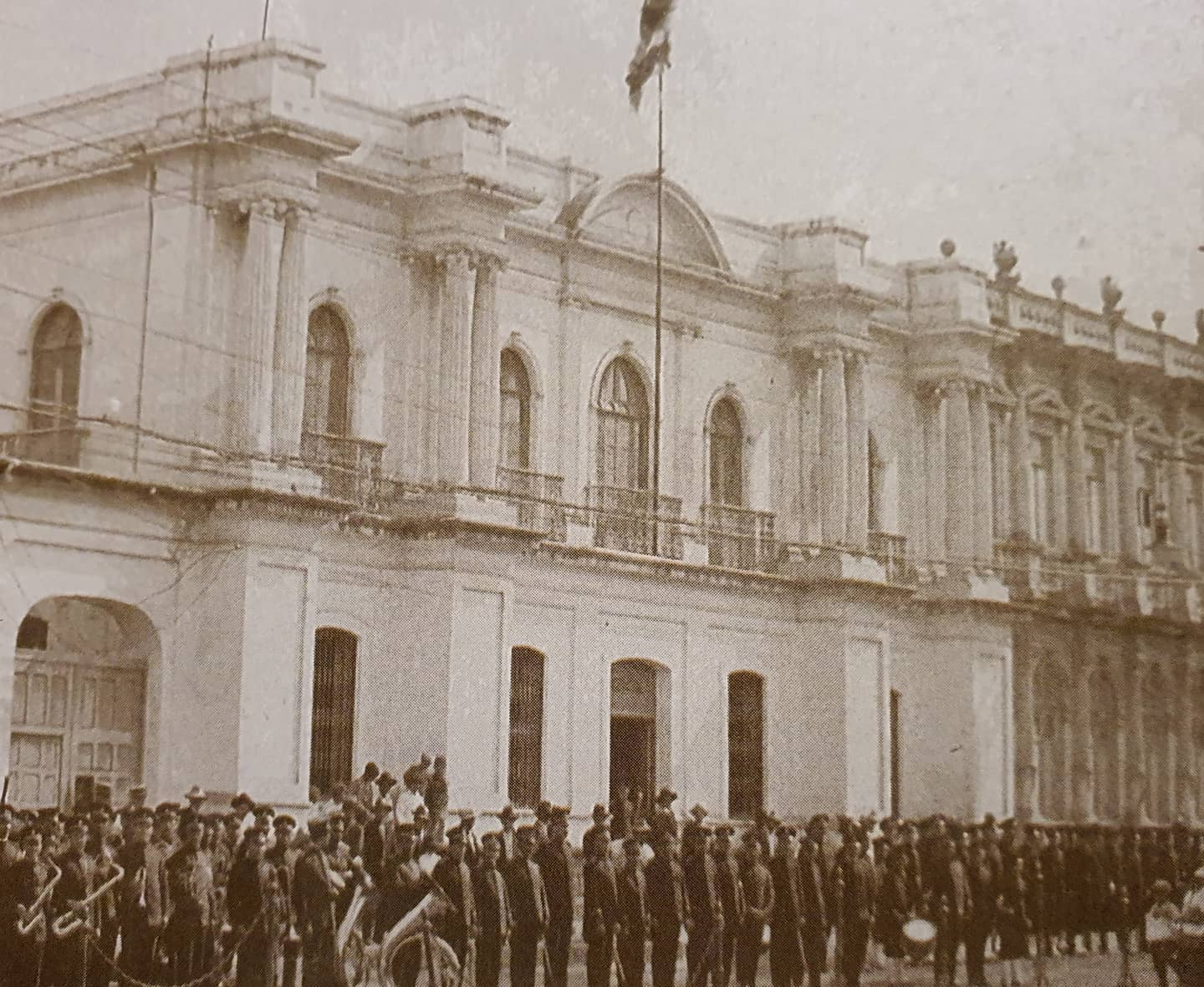
Le Palais présidentiel du Costa Rica, deuxième siège présidentiel situé à Merced, San José et occupé entre 1882 et 1894.
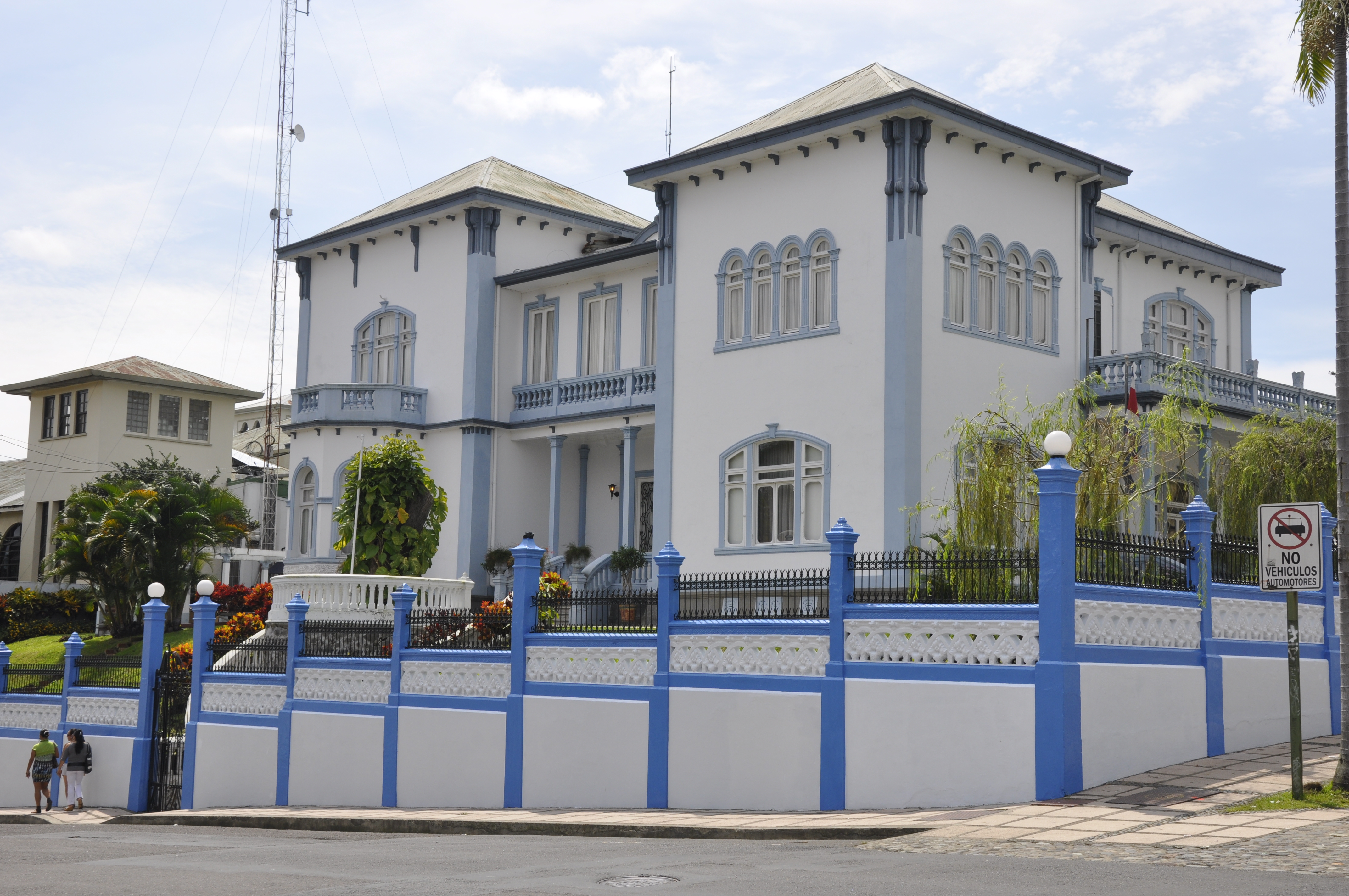
Le Castillo Azul, troisième siège présidentiel situé à Cathédrale, San José et occupé entre 1915 et 1920.
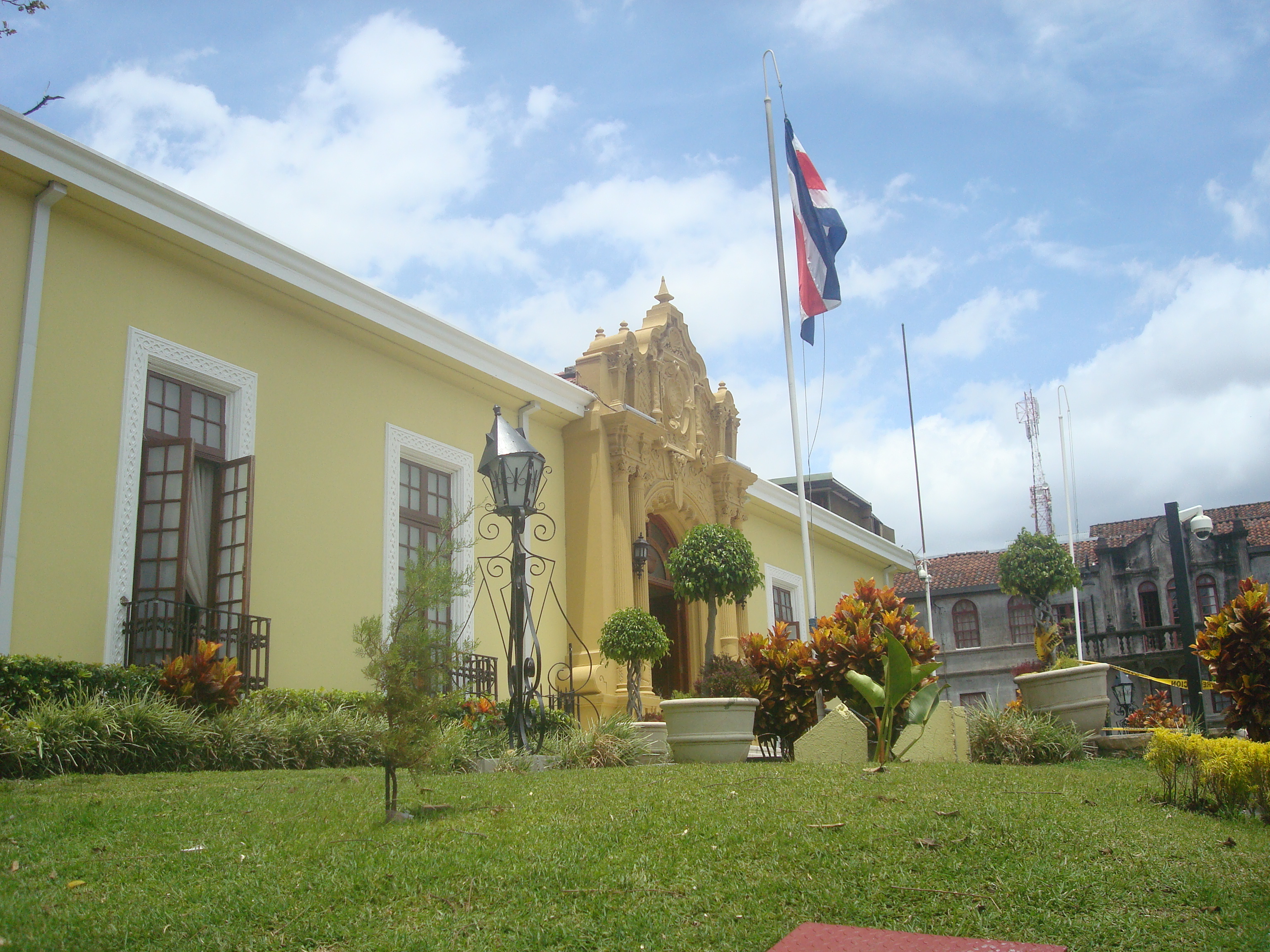
La Casa Amarilla, quatrième siège présidentiel situé à Carmen, San José et occupé entre 1920 et 1922.
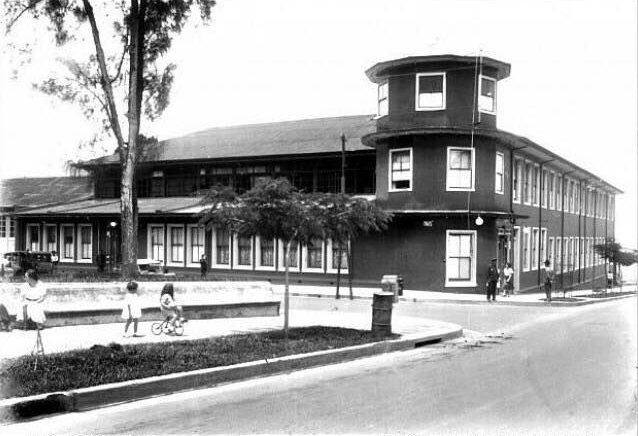
La Maison de Tomás Guardia Gutiérrez, cinquième siège présidentiel situé à Carmen, San José et occupé entre 1922 et 1978.
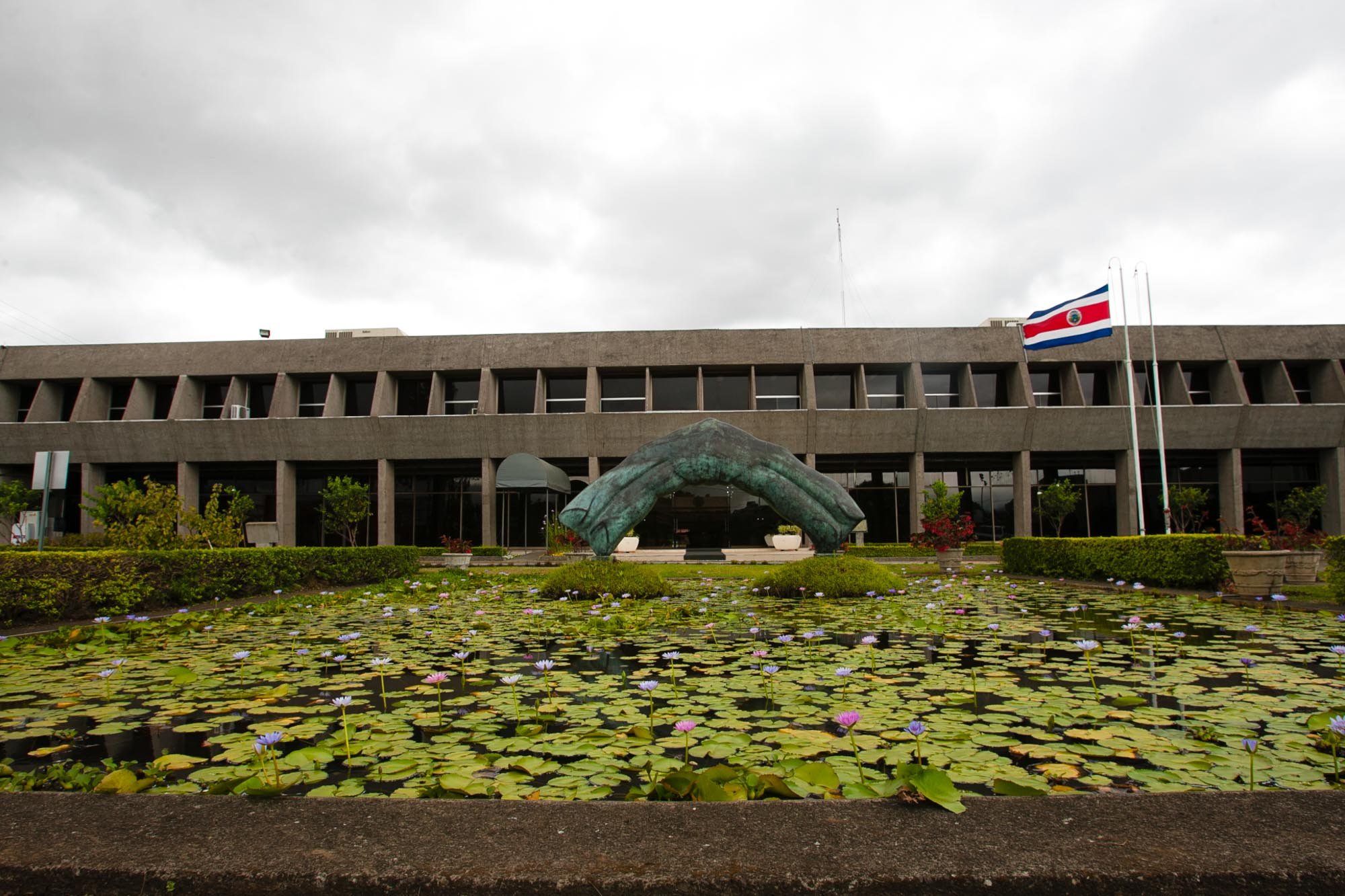
La Maison présidentielle du Costa Rica, siège présidentiel actuel situé à Zapote, San José et occupé depuis 1980.

### Tentatives de déménagement
Depuis la construction de l'actuelle maison présidentielle, plusieurs tentatives sont faites pour déplacer la maison présidentielle vers un nouvel emplacement.
Il est argué que le bâtiment actuel ne réponde pas aux normes pour abriter la présidence de la République, notamment parce qu'il a été construit pour une autre fonction, soit abriter le siège de la FERTICA. La première tentative est faite en 2006, lorsque le président alors récemment élu Óscar Arias Sánchez exprime son intérêt de vouloir déménager la Maison présidentielle au Centre national de la culture, proposition qui rencontre une forte opposition de la part de l'union culturelle du pays et qui ne concrétise donc pas.
Une deuxième tentative a lieu en 2010, toujours amorcée par le président Arias Sánchez. Pour ce faire, celui-ci organise un projet de construction d'un nouveau siège présidentiel au centre-ville de San José combiné avec la Banque centraméricaine d'intégration économique. Une zone à proximité du Musée national du Costa Rica est choisie afin d'accueillir l'édifice, où treize propriétaires sont invités à vendre leur terrain. Le président envisage même la possibilité de procéder par expropriation. Évalué à 42 millions de dollars, le projet prévoyait l'embauche de l'architecte brésilien Óscar Niemeyer pour concevoir le bâtiment.
Le 4 mai 2010, quatre jours avant de remettre la présidence à Laura Chinchilla, le président Arias Sánchez dévoile une plaque sur la future Maison présidentielle dans un stationnement près de l'Assemblée législative. Cet acte est critiqué puisque, au moment du dévoilement de la plaque, aucun terrain n'est acheté ou exproprié pour réaliser la construction. Le projet n'est pas continué par le gouvernement de Laura Chinchilla.

## Conception

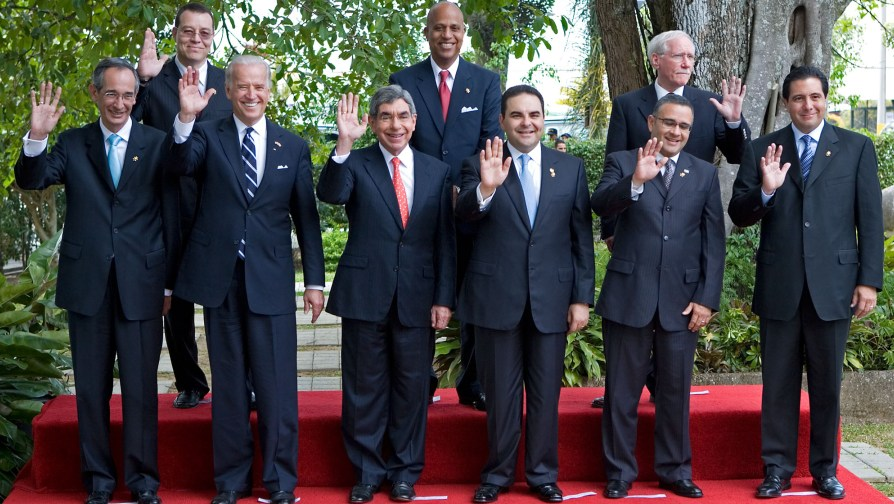
Les dirigeants latino-américains et le vice-président américain Joe Biden après une réunion devant la Maison présidentielle en 2009.

L'intérieur de la Maison présidentielle se compose de deux grands espaces qui encadrent un patio central avec un immense bassin aquatique réfléchissant. Le toit est fait d'un matériau translucide qui favorise un climat de lumière, d'humidité et de végétation typique de l'architecture tropicale. Les deux espaces du bâtiment sont reliés par des rampes. Étant à un demi-niveau l'un de l'autre, deux perspectives peuvent être observées à travers les bureaux. La structure est conçue pour maintenir une intégration spatiale entre le patio, le hall et le paysage, qui s'harmonise avec l'environnement.
À l'intérieur de la Maison présidentielle, se trouvent plusieurs objets patrimoniaux, tels que des peintures, sculptures, dessins, gravures, photographies et objets précolombiens comme des sphères de pierre et des pétroglyphes. Ces pièces sont gérées et conservées par le Département des Services généraux et le Département des Biens de la Présidence, l'Institut national des assurances, le Musée national du Costa Rica et la Fondation pour le sauvetage et la protection du patrimoine de la Maison présidentielle, cette dernière créée en 1994 à l'initiative de la première dame de l'époque, Josette Altmann Borbón.